# ۱۳۱ (پیش از میلاد)
۱۳۱ (پیش از میلاد) ۱۳۱مین سال قبل از تقویم میلادی است.